# Cerapachys potteri
Cerapachys potteri är en myrart som först beskrevs av Clark 1941.  Cerapachys potteri ingår i släktet Cerapachys och familjen myror. Inga underarter finns listade i Catalogue of Life.